# 東九龍社區關注組
東九龍社區關注組（英語：Kowloon East Community，簡稱：東九社關組），是於2014年成立的香港地區組織，以九龍東為主要服務地區。
東九龍社區關注組由一些觀塘居民因雨傘革命而啟發，創立此組織，抗衡一直被建制派佔多數的觀塘區議會議席。東九龍社區關注組於成立後，於2015年香港區議會選舉取得一個議席。
2016年香港立法會選舉，其成員、曾主張香港獨立的陳澤滔參加九龍東選區，結果獲得12,854票落選，陳澤滔其後亦成功當選2016年香港選舉委員會界別分組選舉中當選為選舉委員會委員。

## 議員

### 區議員
2016年至2019年、2020年至2023年，東九龍社區關注組在0個區議會沒有取得議席。

## 選舉

### 立法會選舉
| 選舉 | 民選得票 | 民選得票比例 | 地方選區議席 | 功能界別議席 | 總議席 | +/- |
| 2016 | 12,854   | 0.59%        | 0            | 0            | 0 / 70 | 0 ━ |

### 區議會選舉
| 選舉 | 民選得票 | 民選得票比例 | 民選議席 | 當然議席 | 議席    | +/- |
| 2015 | 3,922    | 0.27%        | 1        | 0        | 1 / 458 | 1 ▲ |
| 2019 | 3,628 ▼  | 0.12% ▼      | 1        | 0        | 1 / 479 | 1 ━ |

## 外部連結
- 官方网站（已失效）
- 東九龍社區關注組的Facebook專頁
- 黃子健議員辦事處 （页面存档备份，存于）的Facebook專頁
- 青年新政及東九龍社區關注組積極考慮參選立會 （页面存档备份，存于）
- 「東九龍社區關注組」無畏打硬仗 （页面存档备份，存于）
- 東九龍社區關注組3人參選 誓要踢走「海報議員」 （页面存档备份，存于）